# Tōma
Tōma (当麻町?) è una cittadina giapponese della prefettura di Hokkaidō.